# Gulpener Biologisch Ur-Weizen
Gulpener Biologisch Ur-Weizen is een Nederlands biologisch weizenbier.
Het bier wordt gebrouwen in Gulpen, bij de Gulpener Bierbrouwerij. Het is een bleekgeel tot blond bier met een alcoholpercentage van 5,3%. Vanaf 2012 wordt het bier onder de naam Ur-Weizen gebrouwen; daarvoor (van april 2011 tot 2012) onder de naam Limburgs Land Ur-Weizen (gepresenteerd tijdens het Locallicious Symposium op 8 april 2011 in Gulpen).

## Biologisch
Gulpener Biologisch Ur-Weizen is de nieuwe naam van Limburgs Land Ur-Weizen, dat ook een biologisch gebrouwen bier was. Het wordt gebrouwen met biologisch geteelde tarwe, gerst en hop (Hallertauer Traditione). In 2012 werd de naam veranderd omdat de brouwerij biologisch gebrouwen bieren meer onder de aandacht wilde brengen en een 'nieuw' bierassortiment op de markt bracht. Nieuw in de zin van nieuwe naam en etiket voor de bieren Ur-Weizen en Ur-Pilsner en een geheel nieuw bier met de naam Ur-Amber. De receptuur van Gulpener Biologisch Ur-Weizen ten opzichte van Limburgs Land Ur-Weizen is niet veranderd.